# Opálové doly v Dubníku

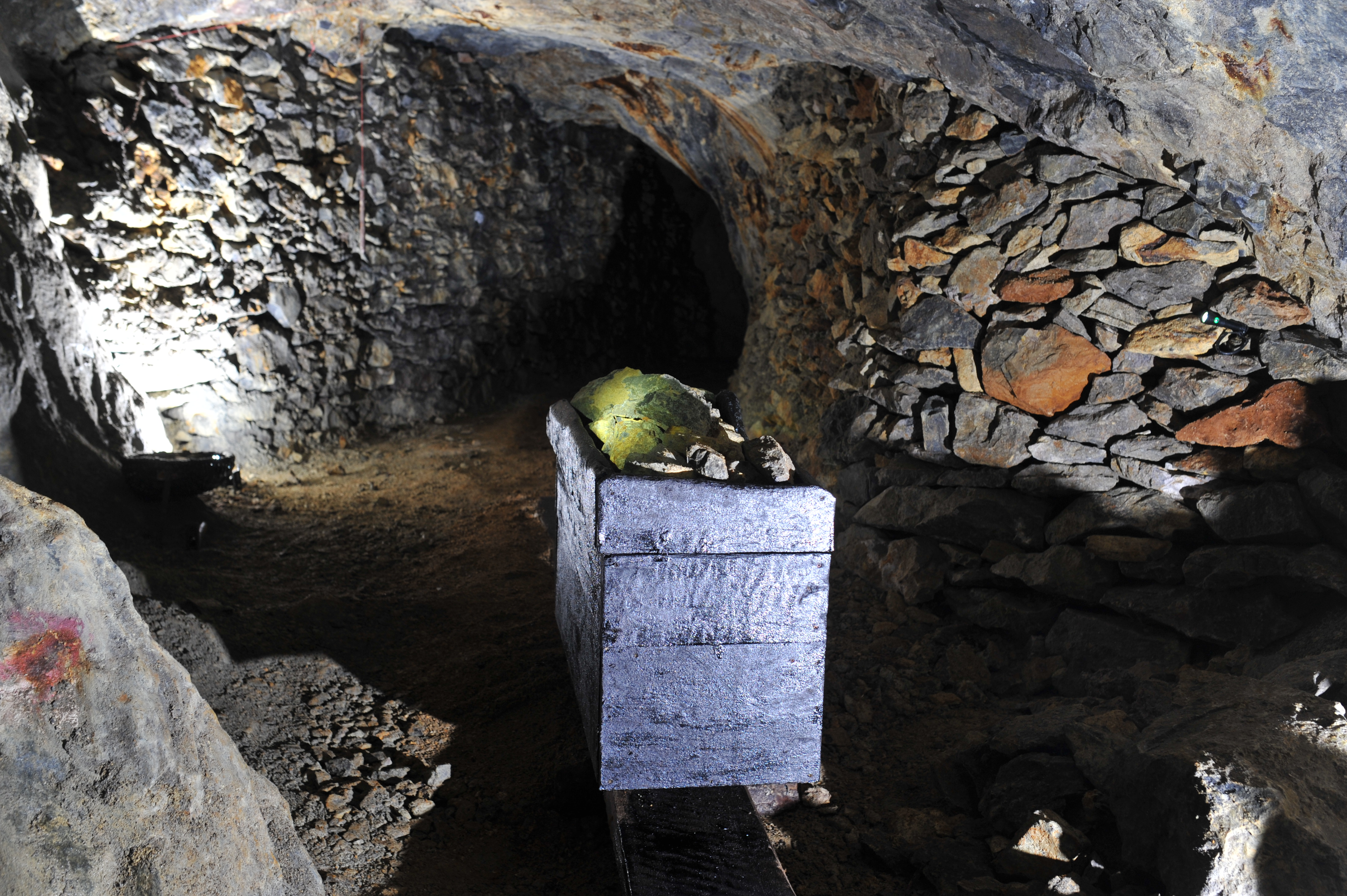
Expozice ve Štole Jozef

Opálové doly v Dubníku (též Slovenské opálové doly, slovensky: Dubnícke opálové bane, slovenské opálové bane) jsou mezinárodně významná mineralogická lokalita, naleziště ojedinělých slovenských opálů. Lokalita se nachází na východním Slovensku v pohoří Slanské vrchy, nad obcí Červenica, poblíž osady Dubník (okres Prešov, Prešovský kraj). Slovenské opálové doly jsou vymezeny plochou ChLÚ (Chráněným ložiskovým územím) Červenica I.

## Historie
Slovenské opálové doly měly starší názvy – Dubnické doly, Opálové doly v Dubníku, které se používalo až do druhé polovině 19. století. Stejně tak se používalo i označení Červenicko-Dubnické opálové doly, maď. A Vörösvágás – Dubník opálbányak, resp. Vörösvágás Dubniker Opálgruben). První písemná zmínka o obci Červenica spojená s opálem je z roku 1409. Doly byly známé po celém světě už od konce 16. století kvůli drahému opálu, který se v nich těžil. Je možné, že zde byl opál těžený již během římské doby. Slovenský opál si zvláště oblíbili členové rodiny císaře Napoleona. Císařovna Josefína nosila nejslavnější opál "Oheň trojský". Největší opál jménem "Harlekýn" našli v roce  1775. Vážil 594 g a ohodnotili ho na 700 tisíc nizozemských guldenů. Dnes je uložen v přírodovědném muzeu ve Vídni.
Tyto důlní revíry byly pronajímány po roce 1823 a byly určeny pro soukromé podnikání. Územní oblast zafixovaný bodu 4. vyhlášky z roku 1823:
- Predbaňa, Líbánky, Stráne, Střední a Nižná Bučina, líbánky při Orlovské Studni 329 335 m²
- Šimonka, Šimonka-Laz 51 400 m²
- Dubník 45 662 m²
- Čolo 6 177 m²
- Lučina 4 003 m²
- Paseky 3 960 m²
- Kunderův 3 600 m²
- Remety 7 200 m²

Nejslavnější období zažily opálové doly za rodiny vídeňského klenotníka Salomona Johanna Nepomuka Goldschmidta, který sídlil v osadě Dubnik. Slovenské opálové doly byly až do objevení nalezišť opálu v Mexiku a Austrálii v 19. století jedinou těžební lokalitou na světě. Z důvodu ekonomické krize poválečných let a špatné ekonomické situace v Evropě obecně ukončili těžbu v roce 1922 za Československé republiky.
Dějiny opálových dolů do roku 1922 zdokumentoval významný slovenský historik, muzeologie a popularizátor vědy Štefan Butkovič v knize Historie Slovenského drahého opálu z Dubník. Zlatý věk opálových dolu u obce Červenica připomíná zrekonstruovaný vchod do štoly Jozef.

## Současnost
Po roce 1989 vzniklo několik subjektů, které se snaží o komerční využití lokality, ať už formou obnovení těžby opálu, nebo rozvoje turismu. Dne 19. května 2010 byla v Prešově založena společnost Opálové doly Libanka, s.r.o. Společnost dostala povolení na hornickou činnost – těžbu opálu v DP Červenica v květnu 2012, po čem v říjnu toho roku následoval začátek povrchové těžby drahého opálu na haldě Viliam s názvem Monika. Stalo se tak po více než 90. letech od ukončení těžby po posledním nájemci, francouzském konsorciu Bittner-Belangenay.
V Krajském muzeu v Prešově byla otevřena stálá expozice Slovenského opálu, zaměřená na dějiny opálových dolů a současnost. Expozice je zpřístupněná pro veřejnost od 6. června 2016. Podzemí Slovenských opálových dolů – 1250 metrů dlouhý podzemní okruh, je zpřístupněn veřejnosti od 1. července 2015 přes štolu Jozef a prohlídky tohoto okruhu s průvodcem jsou zajištěny pro veřejnost celoročně.
Dne 11. října 2016 bylo na Úřadu průmyslového vlastnictví SR zaregistrované Osvědčení o zápisu zeměpisného označení výrobku "Slovenský opál". Dne 10. listopadu 2016 byl zaregistrované Osvědčení o zápisu zeměpisného označení výrobku "Slovenský opál" v WIPO – Světová organizace duševního vlastnictví (World Intellectual Property Organization), pod registračním číslem 1061.

## Minerály
Nedaleko od osady Dubník, přibližně asi 500 m, se nachází rtuťové ložisko Dubník – Hg rudy. Rumělka byla prvním nerostem, která se začal na tomto území těžit. Těžba probíhala od 15. až do konce 18. století. V roce 2002 byla ukončena. Rumělka se zde nachází ve formě impregnací s pyritem a markazitem a také v podobě hrubých žilek do velikosti 1,5 mm. Opál, který se těžil na zmíněných důlních revírech, byl doprovázen různými minerály, např. hyalitem, markazitem, antimonitem, limonitem, alunogenem, melanteritem, kašparitem, halotrichitem a dalšími minerály.

## Galerie

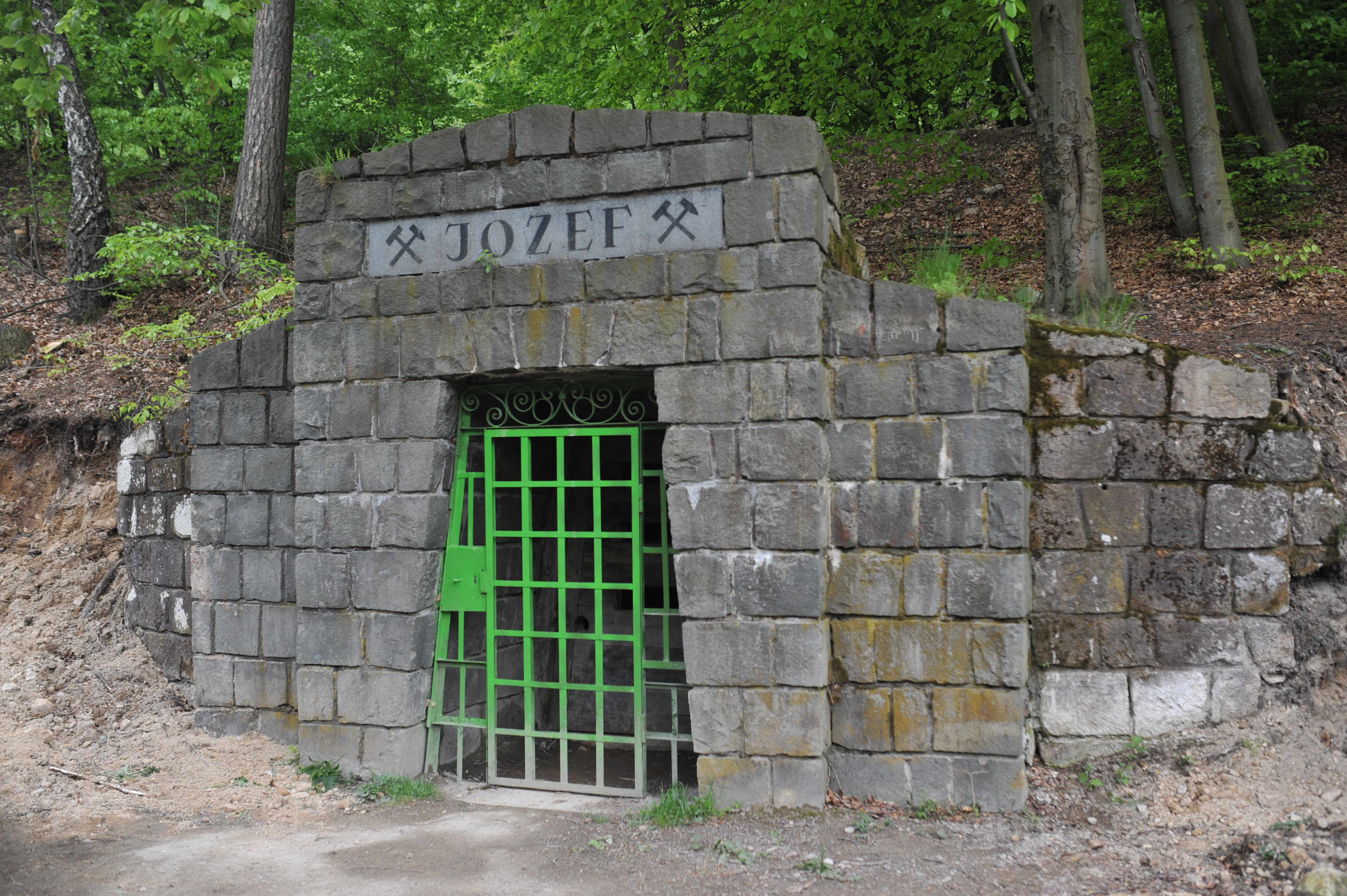
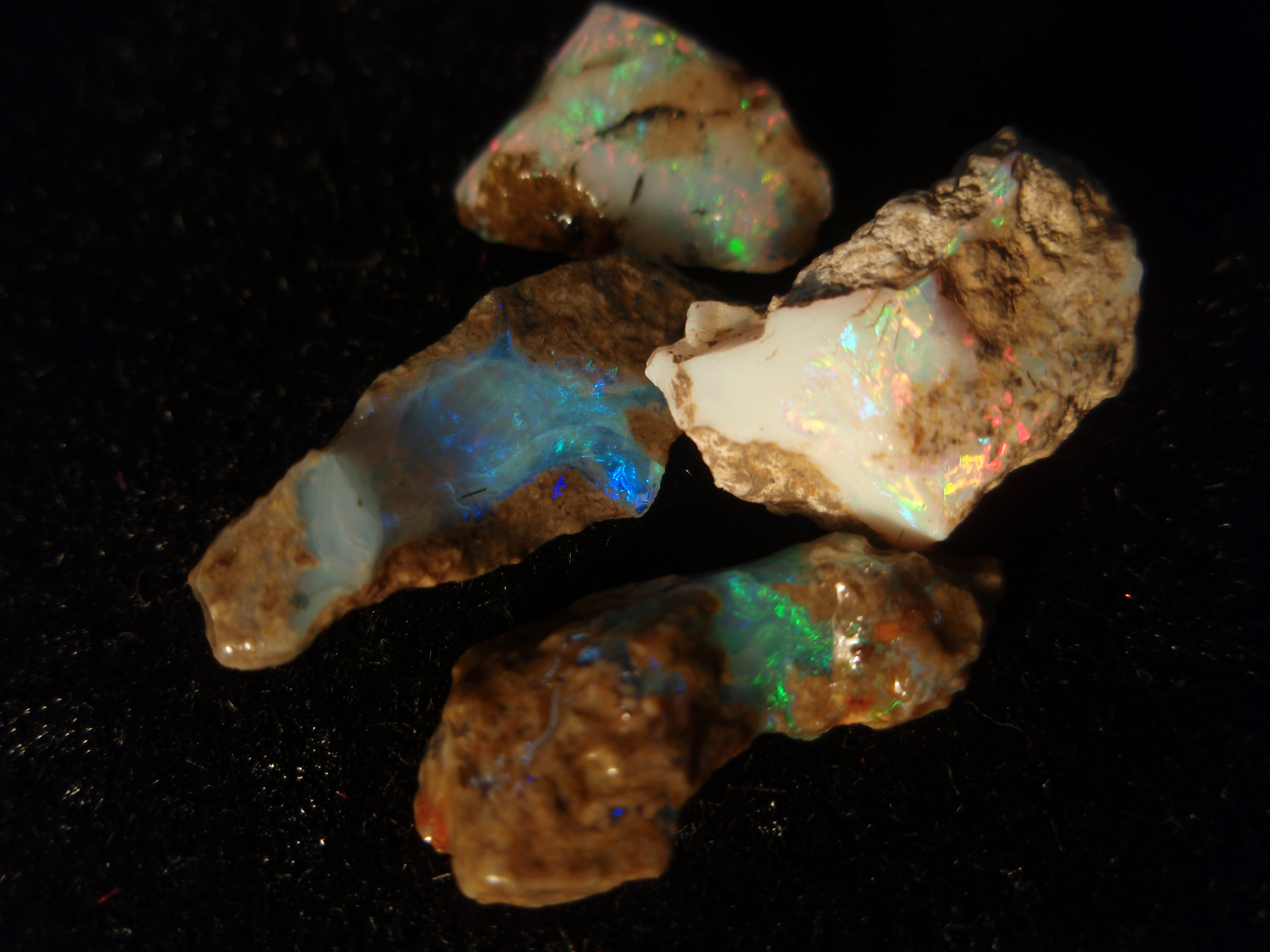
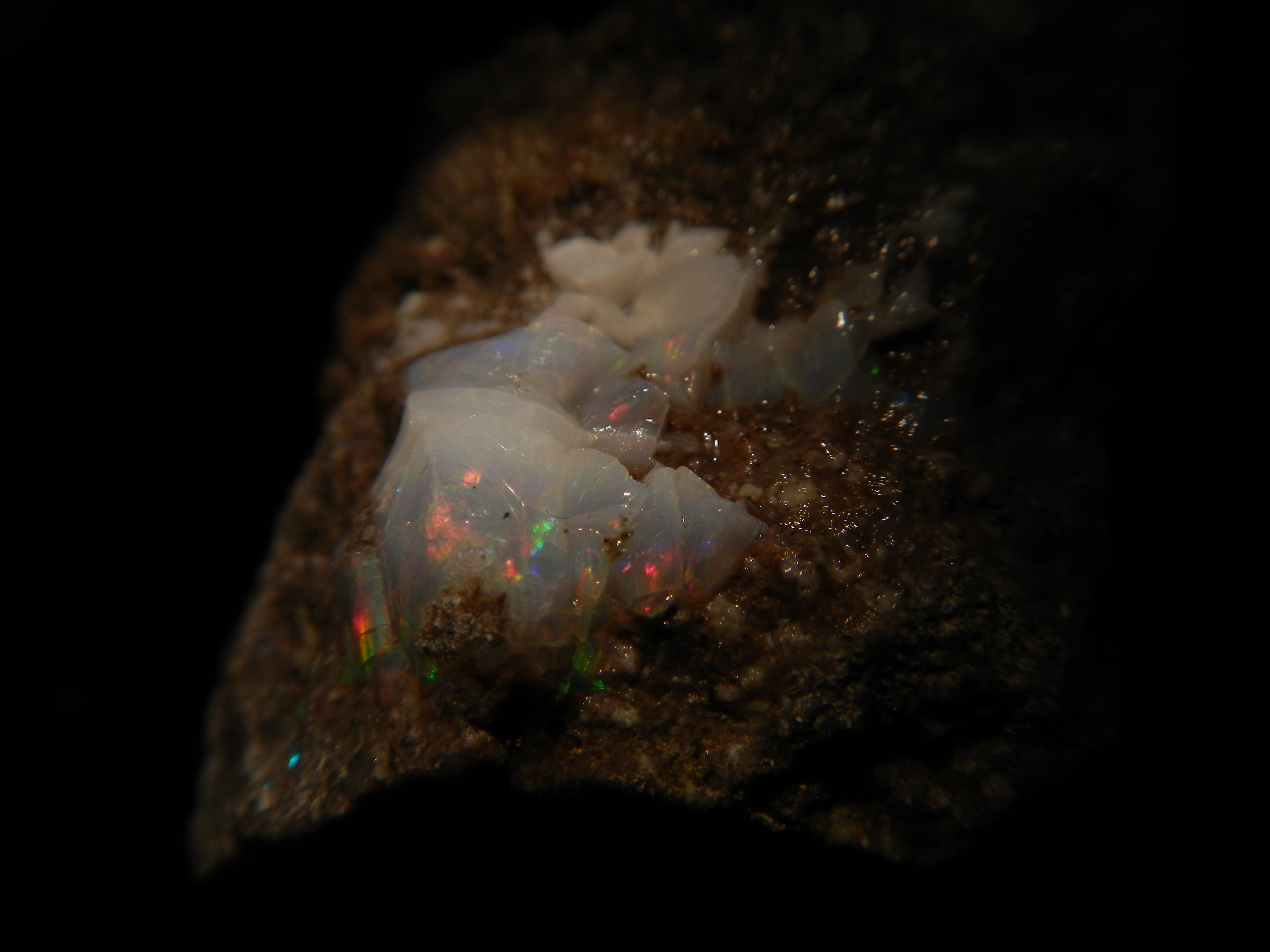

## Fauna
Součástí opálových dolů je Chránený areál Dubnícke bane, který byl vyhlášen v roce 1964, pro ochranu netopýrů. V současném období (2020) jsou opálové doly domovem přibližně 7 000 jedinců netopýrů. V ChLÚ  Červenica jich hibernuje 11 druhů: Vrápenec velký – (Rhinolophus ferrumequinum), Vrápenec malý – (Rhinolophus hipposideros), Netopýr velký – (Myotis myotis), Netopýr brvitý – (Myotis emarginatus), Netopýr východní – (Myotis Blythii), Netopýr vodní – (Myotis daubentonii), Netopýr pobřežní – (Myotis dasycneme), Netopýr vousatý – (Myotis mystacinus),  Netopýr ušatý – (Plecotus auritus), Netopýr černý – (Barbastella barbastellus), Netopýr večerní (Eptesicus serotinus).